# Challenger de Chennai 2024
El torneo Chennai Open Challenger 2024 fue un torneo de tenis perteneció al ATP Challenger Tour 2024 en la categoría Challenger 100. Se trató de la 4ª edición; el torneo tuvo lugar en la ciudad de Chennai (India), desde el 5 hasta el 11 de febrero de 2024 sobre pista dura al aire libre.

## Jugadores participantes del cuadro de individuales
| Favorito | País                       | Jugador            | Rank1 | Posición en el torneo |
| -------- | -------------------------- | ------------------ | ----- | --------------------- |
| 1        | Bandera de Italia          | Luca Nardi         | 114   | FINAL                 |
| 2        | Bandera de la India        | Sumit Nagal        | 121   | CAMPEÓN               |
| 3        | Bandera de República Checa | Dalibor Svrčina    | 194   | Semifinales           |
| 4        | Bandera de Francia         | Ugo Blanchet       | 214   | Segunda ronda         |
| 5        | Bandera de Italia          | Stefano Napolitano | 216   | Cuartos de final      |
| 6        | Bandera de España          | Oriol Roca Batalla | 217   | Segunda ronda         |
| 7        | Bandera de Túnez           | Aziz Dougaz        | 219   | Primera ronda         |
| 8        | Bandera de China Taipéi    | Yu-hsiou Hsu       | 230   | Primera ronda         |

- 1 Se ha tomado en cuenta el ranking del 29 de enero de 2024.

### Otros participantes
Los siguientes jugadores recibieron una invitación (wild card), por lo tanto ingresan directamente al cuadro principal (WC):
- Ramkumar Ramanathan
- Mukund Sasikumar
- Nikoloz Basilashvili

Los siguientes jugadores ingresan al cuadro principal tras disputar el cuadro clasificatorio (Q):
- Bogdan Bobrov
- S D Prajwal Dev
- Jonáš Forejtek
- Olaf Pieczkowski
- Eric Vanshelboim
- Alexey Zakharov

## Campeones

### Individual Masculino
- Sumit Nagal derrotó en la final a  Luca Nardi por 6–1, 6–4

### Dobles Masculino
- Saketh Myneni /  Ramkumar Ramanathan derrotaron en la final a  Rithvik Choudary Bollipalli /  Niki Kaliyanda Poonacha por 3–6, 6–3, [10–5]